# Дель Ная, Роберт
Роберт «3D» Дель Ная (англ. Robert Del Naja, род. 21 января 1965 года, Бристоль, Великобритания) — британский музыкант, певец и художник граффити. Первоначально стал известен благодаря своим граффити и как член бристольской группы The Wild Bunch. Один из основателей группы Massive Attack, членом которой является по сей день.

## Музыка
Музыкальная карьера Роберта Дель Ная начиналась в бристольской группе The Wild Bunch, которая была не столько группой, сколько звуковой системой (sound system) — «творческой тусовкой», полухаотичным собранием объединённых общей идеей людей, постоянно сменяющих и дополняющих друг друга различных музыкантов, авторов, диджеев, звукорежиссёров и продюсеров, которые в самых криминальных и заброшенных районах Бристоля играли смесь из всех возможных стилей музыки.
Дель Ная был одним из основателей группы Massive Attack, которая произвела фурор своим дебютным альбомом Blue Lines. Альбом получил множество положительных отзывов от критиков. При записи второго альбома, Protection, использовались струнные инструменты, а также ощущалось использование даба при записи треков.
Третий альбом получил название Mezzanine, при записи альбома все больше использовалась гитара. Дель Ная заявил, что «запись альбома создавалась в моем вкусе и по моему направлению». Также Роберт признал, что при записи альбома «он часто бывал упрямым, часто раздражался — вёл себя как ребёнок»[1]. Также отличительной чертой альбома был необычный голос Роберта, особенно это заметно в песнях «Inertia Creeps» и «Risingson». «Inertia Creeps» была записана под влиянием опыта полученного Робертом в Стамбуле. В целом на альбоме заметно влияние на музыкантов разнообразных культур.
100th Window был четвёртым альбомом команды и фактически это был сольный проект Роберта. Альбом получил преимущественно положительные оценки критиков.
Певческий стиль Роберта необычен, самобытен. Помимо Massive Attack сотрудничает с группой UNKLE.

## Художественное творчество. Граффити
Перед тем как стать музыкантом Роберт был уличным художником, его первое живое выступление было аккомпанирование в арт-галерее в Бристоле. Он производил массу работ для различных средств массовой информации и издал книгу своего творчества. Его работы были замечены журналами и звукозаписывающими компаниями. Даже известный художник Бэнкси говорил, что работы Роберта оказали на него влияние [2].
Роберт Дель Ная принимал участие в крупнейшем в истории Великобритании граффити сражении, его оппонентом был вулвергемптонский художник Голди.
На теле Роберта две татуировки: «пламя» с обложки альбома Blue Lines на левой руке, и вторая татуировка, напоминающая жука с обложки Mezzanine.
Дель Ная нарисовал обложки для четырёх альбомов группы UNKLE: War Stories, More Stories, End Titles... Stories for Film и End Titles... Redux. Позже Роберт создал обложку пятого альбома Massive Attack Heligoland.

### Предположения о тождественности с Бэнкси
Осенью 2016 года британский журналист Крейг Уильямс выдвинул теорию о том, что Бэнкси является основателем трип-хоп группы Massive Attack и другом диджея Goldie Робертом Дель Ная. Уильямс выяснил, что многие работы Бэнкси появлялись в тех местах, где в это же время выступали Massive Attack. Дель Ная начал заниматься граффити в 80-х годах, он входил в граффити-группу «The Wild Bunch» из Бристоля.
В подтверждение этой теории говорит оговорка диджея Goldie, сделанная в одном из интервью. 22 июня 2017 года Goldie давал интервью на подкасте Distraction Pieces и случайно назвал имя анонимного граффити-художника Бэнкси. «Напишите граффити-шрифтом на футболке „Бэнкси“ — и всё, готово, можно продавать. При всём уважении к Роберту, я думаю, он замечательный художник, он изменил мир искусства», — заявил Goldie.
Летом 2003 года Бэнкси дал интервью журналисту BBC Найджелу Ренчу по случаю открытия лондонской выставки Бэнкси «Война за газон». Однако широкой публике стала доступна лишь сокращенная версия разговора. В 2023 году Найджел Ренч в ходе переслушивания своего интервью обнаружил, что на его вопрос к Бэнкси насчёт его имени художник ответил: «Робби».

## Музыкальные предпочтения и художественные взгляды
Музыка Роберта Дель Ная, неважно в составе Massive Attack или же The Wild Bunch, всегда ассоциируется с Bristol Sound и возможно является даже наиболее типичным представителем этого жанра. Роберт в разное время работал с такими бристольскими музыкантами как Tricky, Roni Size.
Роберт говорит о бристольских музыкантах: «Мы все росли, слушая панк и фанк, и, естественно, это повлияло на нашу музыку. Это объединило разных людей из разных слоев, и может, нельзя сказать, что это был большой плавильный котел, просто это стало заметно из-за того, что Бристоль — маленький город».

## Политические взгляды
Дель Ная открыто критикует политику правительства. В 2003 году он решительно выступал против начала войны в Ираке и ввода английских войск. Со своим другом музыкантом Деймоном Албарном оплатил антивоенную рекламу в журнале NME.
В 2005 году Роберт организовал благотворительный концерт в Бристоле в пользу пострадавших от цунами. Вместе с ним выступали Эдриан Атли и Джеф Бэрроу из Portishead. На двухдневном концерте выступили Massive Attack, Portishead, The Coral, Роберт Плант, Дэймон Албарн. Было собрано более £100 000.
В 2011 году Дель Ная и Том Йорк провели Рождественскую вечеринку в оккупированном банке в знак солидарности с движением Захвати Уолл-стрит.